# 私的道案内
『私的道案内』（わたくしてきみちあんない）は、中部地方の日本テレビ系列局7局で放送されていた中京テレビ製作の紀行番組である。全43回。NEXCO中日本の一社提供。ハイビジョン制作、字幕放送実施。製作局の中京テレビでは2007年6月3日から2008年3月23日まで放送。

## 概要
毎回中部地方各地の観光スポットを紹介していたミニ番組で、NEXCO中日本管轄の高速道路を使って自動車で行ける場所を毎回の目的地に選んでいた。特定の出演者は登場せず、ロケに同行したカメラマンの目線そのままの映像に大杉漣のナレーションが入るというものだった。なお、放送時間は番組表上では各局ともに5分から6分とされていたが、実尺はNEXCO中日本の30秒CMを含めても3分半である。
製作局の中京テレビは、東海3県向けのローカル番組から日本テレビ系全国ネット番組に至るまで数多くの番組製作実績を持つが、中部地区のブロックネット番組を製作したのはこれが初である。ただし、中部地区と言ってもNEXCO中日本が管轄する自動車道がある地域のみに限られたため、管轄外である新潟県では放送されなかった。
番組の終了後は各局ともに、それまでは日本テレビのみのローカル番組として放送されていた『シュン感!』を後番組として放送するようになった。これもNEXCO中日本の一社提供番組である。

## スタッフ
- 中京テレビ映像企画
- プロデューサー：瀬古隆司、佐藤真
- ディレクター：兼松俊之、桃田秀弥
- 構成：高橋真裕美

## 放送局
| 放送対象地域 | 放送局         | 系列                          | 放送日時                                                                                                 | 備考              |
| ------------ | -------------- | ----------------------------- | --- | ----------------- |
| 中京広域圏   | 中京テレビ     | 日本テレビ系列                | 日曜 23:24 - 23:30                                                                                       | 製作局            |
| 富山県       | 北日本放送     | 日本テレビ系列                | 土曜 11:45 - 11:50 （2007年6月9日 - 2007年9月29日） 土曜 11:55 - 12:00 （2007年10月6日 - 2008年3月29日） | 6日遅れ           |
| 石川県       | テレビ金沢     | 日本テレビ系列                | 日曜 11:25 - 11:30                                                                                       | 7日遅れ           |
| 山梨県       | 山梨放送       | 日本テレビ系列                | 日曜 11:40 - 11:45                                                                                       | 7日遅れ           |
| 長野県       | テレビ信州     | 日本テレビ系列                | 土曜 11:55 - 12:00                                                                                       | 6日遅れ           |
| 静岡県       | 静岡第一テレビ | 日本テレビ系列                | 日曜 11:25 - 11:30 （ - 2007年12月23日） 月曜 21:54 - 22:00 （2008年1月7日 - 2008年3月31日）             | 7日遅れ → 8日遅れ |
| 福井県       | 福井放送       | 日本テレビ系列 テレビ朝日系列 | 土曜 17:55 - 18:00                                                                                       | 6日遅れ           |